# Байдинский наслег
Байдинский наслег — сельское поселение в Среднеколымском улусе Якутии Российской Федерации.
Административный центр — село Налимск.

## История
Статус и границы сельского поселения установлены Законом Республики Саха (Якутия) от 30 ноября 2004 года N 173-З N 353-III «Об установлении границ и о наделении статусом городского и сельского поселений муниципальных образований Республики Саха (Якутия)».

## Население
| 2002 | 2007 | 2010 | 2011 | 2012 | 2013 | 2014 |
| ---- | ---- | ---- | ---- | ---- | ---- | ---- |
| 498  | ↘471 | ↗502 | ↗503 | ↘491 | ↘457 | ↘444 |
| 2015 | 2016 | 2017 | 2018 | 2019 | 2020 | 2021 |
| ↘425 | ↗453 | ↘441 | ↘418 | ↗437 | ↘423 | ↘418 |

## Состав сельского поселения
| № | Населённый пункт | Тип населённого пункта       | Население |
| - | ---------------- | ---------------------------- | --------- |
| 1 | Налимск          | село, административный центр | ↘418      |